# Павел Колодзей
Павел Колодзей (пол. Paweł Kołodziej, 24 вересня 1984, Криниця-Здруй, Польща) — польський професійний боксер.

## Професіональна кар'єра
Перший бій на професійному рингу провів 25 вересня 2004 року і здобув перемогу над словаком Силвестром Петровичем.
1 липня 2006 року здобув звання молодіжного чемпіона світу за версією WBC у першій важкій вазі, нокаутувавши у 6-ому раунді угорця Адріана Райкаї. Провів три вдалих захиста титулу.
20 червня 2009 року здобув пояс чемпіона світу за версією IBC. У дванадцятираундовому бою з чехом Романом Краціком виграв одностайним рішенням суддів (118:111, 118:110, 118:110). 18 грудня 2009 року захистив пояс IBC, здолавши технічним нокаутом у 6-ому раунді американця Роба Калловея.
20 березня 2010 року у своєму 25-ому бою здобув пояс чемпіона світу за версією WBF, нокаутувавши у третьому раунді англійця Марка Кренса. 12 червня 2010 року захистив пояс в бою з камерунцем Парфе Амуги Амугу.
В наступних боях завойовував титули WBC Baltic, WBA International та IBF Inter-Continental у першій важкій вазі.
27 вересня 2014 року вийшов на бій проти чемпіона світу за версією WBA у першій важкій вазі росіянина Дениса Лебедєва і зазнав поразки технічним нокаутом у другому раунді.